# تختخواب لرد آرتور
تختخواب لرد آرتور (به انگلیسی: Lord Arthur's Bed) یک نمایشنامه از مارتین لئوتون، نمایشنامه‌نویس انگلیسی است. این نمایشنامه برای اولین بار در جشنواره برایتون در ۱۴ مه ۲۰۰۸ به روی صحنه رفت. سپس در سال ۲۰۰۸ به صورت ملی تور اجرا شد و در سال ۲۰۰۹ به دوبلین منتقل شد.
این نمایشنامه در سال ۲۰۰۸ و پس از تشکیل شراکت مدنی دو شخصیت اصلی داستان اتفاق می‌افتد، که خود را در خانه‌ای می‌یابند که زمانی متعلق به لرد آرتور کلینتون، عضو مجلس، و ارنست بولتون، تراجنسیتی، بوده است. این نمایشنامه در زمان افتتاحیه خود در برایتون جنجال قابل توجهی به پا کرد، زمانی که روزنامه محلی د آرگس داستانی دربارهٔ این نمایش با عنوان «نمایشی با محتوای صریح جنسی در کلیسا اجرا می‌شود» منتشر کرد. در نتیجه، این نمایشنامه در تمام مدت اجرا در برایتون به صورت کامل به فروش رفت.